# Cantata Anarchica
La Cantata Anarchica è una manifestazione commemorativa, in onore di Fabrizio De André.
La commemorazione è senza scopo di lucro e avviene sotto forma di jam session, ovvero un ritrovo di musicisti di tutti i livelli che cantano e suonano insieme.

## Contesto
Fabrizio De André fu un cantautore genovese, noto per le sue idee anarchiche e pacifiste e per le sue canzoni, quasi sempre rivolte agli ultimi.
Dalla sera della sua scomparsa (avvenuta l'11 gennaio 1999) ogni anno in quella data molti appassionati del cantante si riuniscono nelle piazze delle principali città italiane per ricordare l'autore, cantando e suonando le sue più celebri canzoni.
Chiunque ha la possibilità di partecipare, normalmente la gente porta con sé uno strumento oppure del cibo.

## Storia

### La prima cantata
L’11 gennaio 1999 – giorno della morte di Fabrizio De André – in una trasmissione di Radio Popolare che ne raccoglieva in diretta commemorazioni, un ascoltatore (tutt’ora ignoto) propose di ritrovarsi la sera stessa in piazza del Duomo a Milano muniti di chitarre per cantare e suonare le sue canzoni. La sera stessa una trentina di fan risposero all’appello, ma solo tre di loro avevano portato una chitarra. Dopo aver acceso dei lumini si diede inizio alla prima storica Cantata Anarchica.

### La pubblicizzazione e il nome
Negli anni a seguire, l'evento venne pubblicizzato con trafiletti pubblicitari sui giornali, solo nel 2013 se ne iniziò a parlare sui social: fu allora che fu necessario trovare un nome.
Molti nomi furono proposti, come "Cantata collettiva", "Concerto autorganizzato" o "Coro popolare", 
Andrea Giuseppe Boldini, uno dei tre chitarristi della prima cantata storica del 1999, propose "Cantata Anarchica", che fu considerata la migliore proposta.
A distanza di anni l'organizzazione avviene sempre via social, tramite i molteplici profili che annunciano data, ora e luogo di tutte le cantate d’Italia.
La cantata avviene sempre nelle piazze delle città.
Solo nel 2008, a Milano, la cantata fu spostata da piazza del Duomo alla piazza dei Mercanti a causa delle condizioni atmosferiche.

### La cantata arriva in tutta Italia e anche all'estero

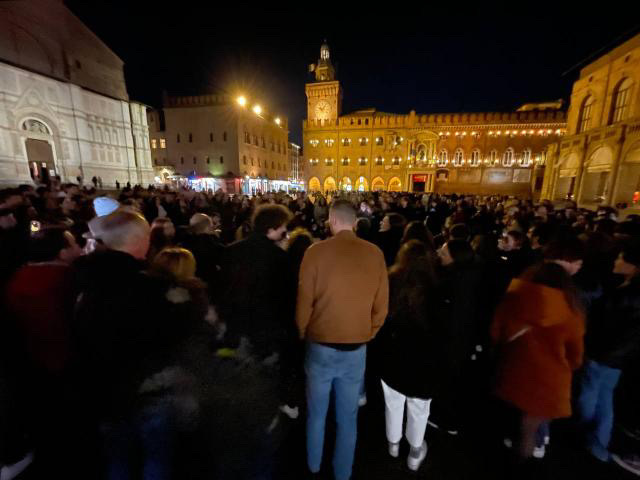
Cantata Anarchica di Bologna

La prima volta che la Cantata fu organizzata anche al di fuori di Milano fu nel 2012 quando Riccardo Iaconelli, storico partecipante alla manifestazione, decise di provare ad organizzarne una anche a Roma. Per qualche anno venne organizzata solo in queste due città.
Dal 2013 la Cantata anarchica viene organizzata annualmente anche il 18 febbraio, data di nascita del cantante genovese.

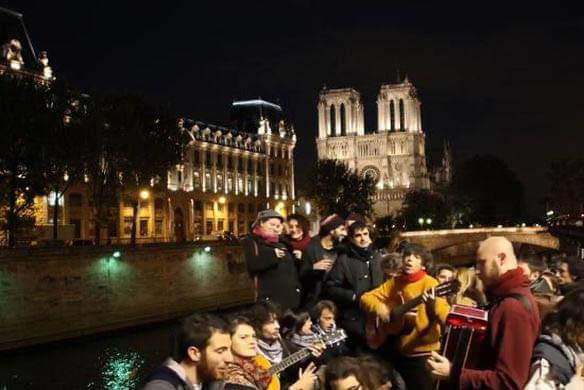
Cantata di Parigi con Notre-Dame sullo sfondo.

La Cantata è stata fatta una volta anche in Francia e in Germania: a Parigi nel 2019 e a Berlino nel 2024.

### Gli ultimi anni
Durante la pandemia COVID-19 le Cantate di tutta Italia furono sospese a causa delle misure di contenimento prese dal Governo italiano, che qualche persona decise comunque di infrangere per partecipare alla manifestazione.
Dal 2021, oltre alle date fisse dell'11 gennaio e del 18 febbraio, la cantata viene organizzata in media altre due volte all’anno.
Nel 2023 è deceduto Andrea Giuseppe Boldini.
Nel 2023 sono state 16 le città dove è stata effettuata la Cantata anarchica mentre nel 2024 sono salite a 22.

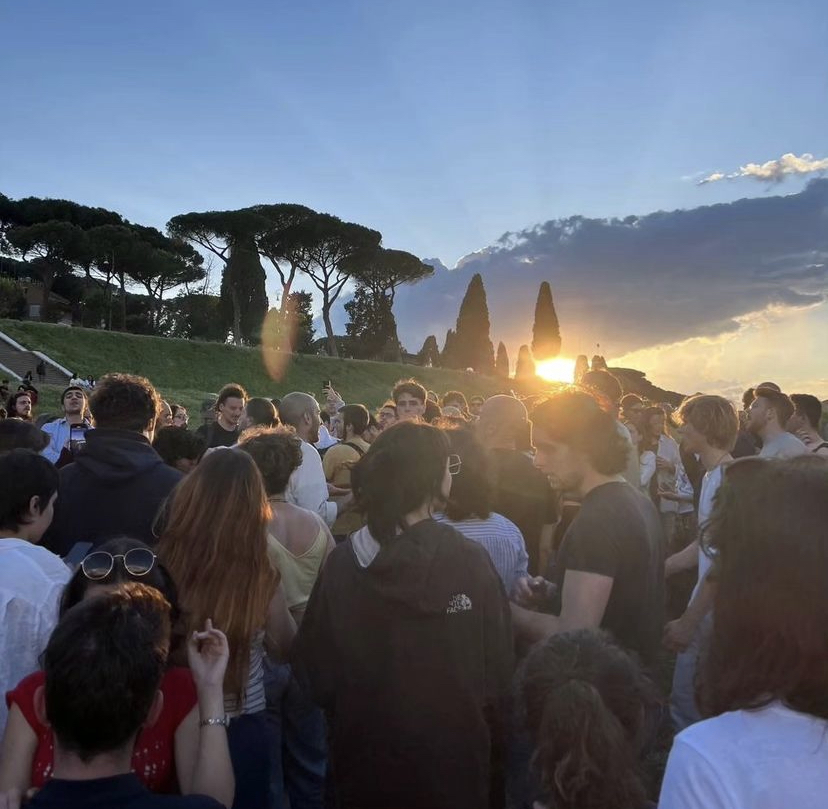
Cantata Anarchica nazionale

Il 25 maggio 2024 è stata organizzata dal gruppo Romano al Circo Massimo di Roma la prima Cantata anarchica nazionale.

## Cultura di massa
La prima storica cantata del '99 fu protagonista di un servizio il giorno dopo sul TG3 regionale lombardo.
Nel corso della sua storia la Cantata anarchica è stata oggetto di numerosi servizi giornalistici televisivi e via radio, fra questi vanno ricordati quelli su: Radio Popolare, Rai Radio 1 e Rai Radio 2. In quest'ultima uno degli intervistati disse una frase rimasta celebre nella storia della Cantata: "iniziamo a suonare perché qui scalpitano".
L'11 gennaio 2019 le cantate sono state riprese e messe in un collage della trasmissione Che tempo che fa in occasione dei 20 anni dalla scomparsa di Fabrizio De André.